# Milíčovský vrch

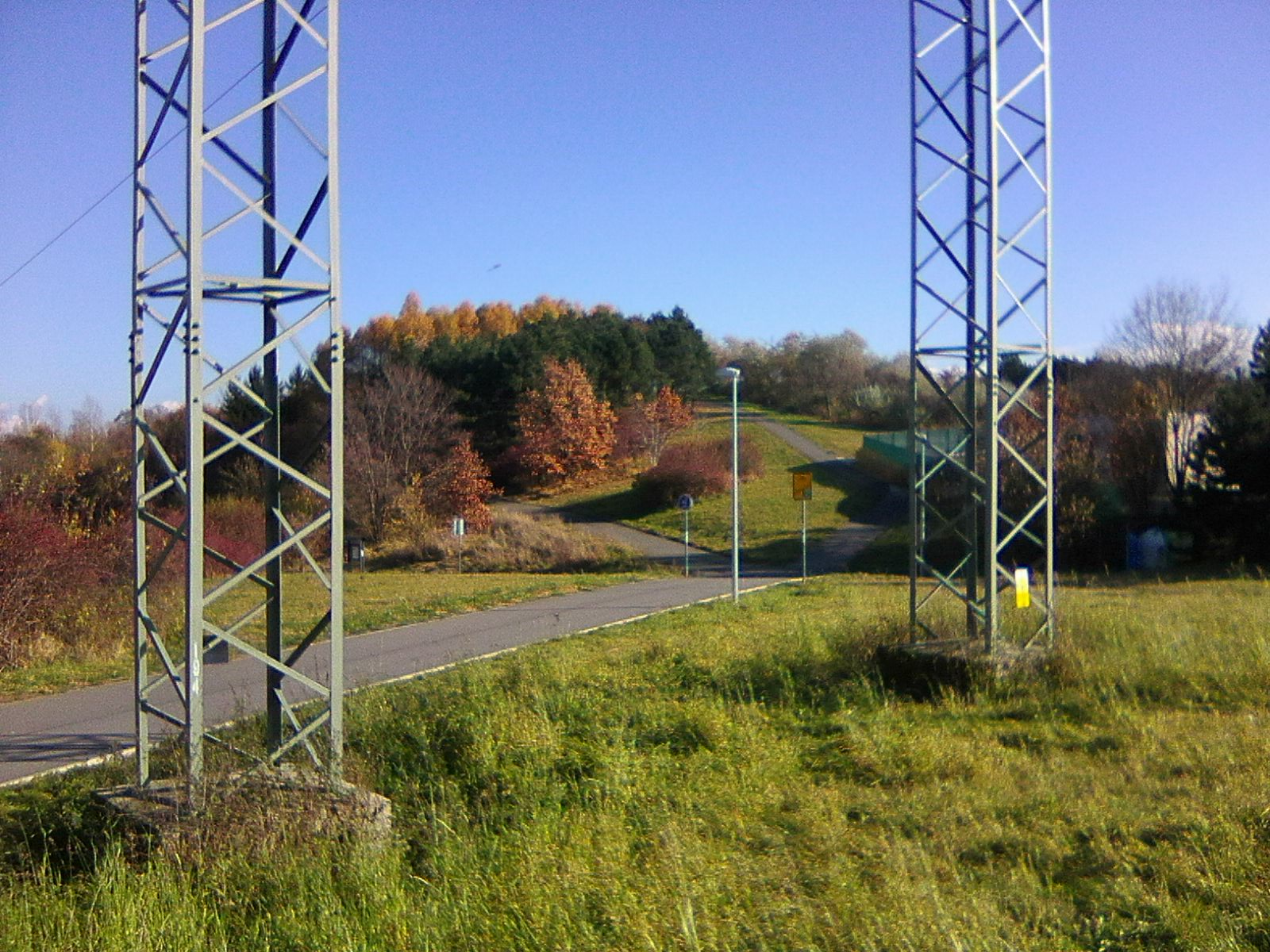
Milíčovský vrch v roce 2021

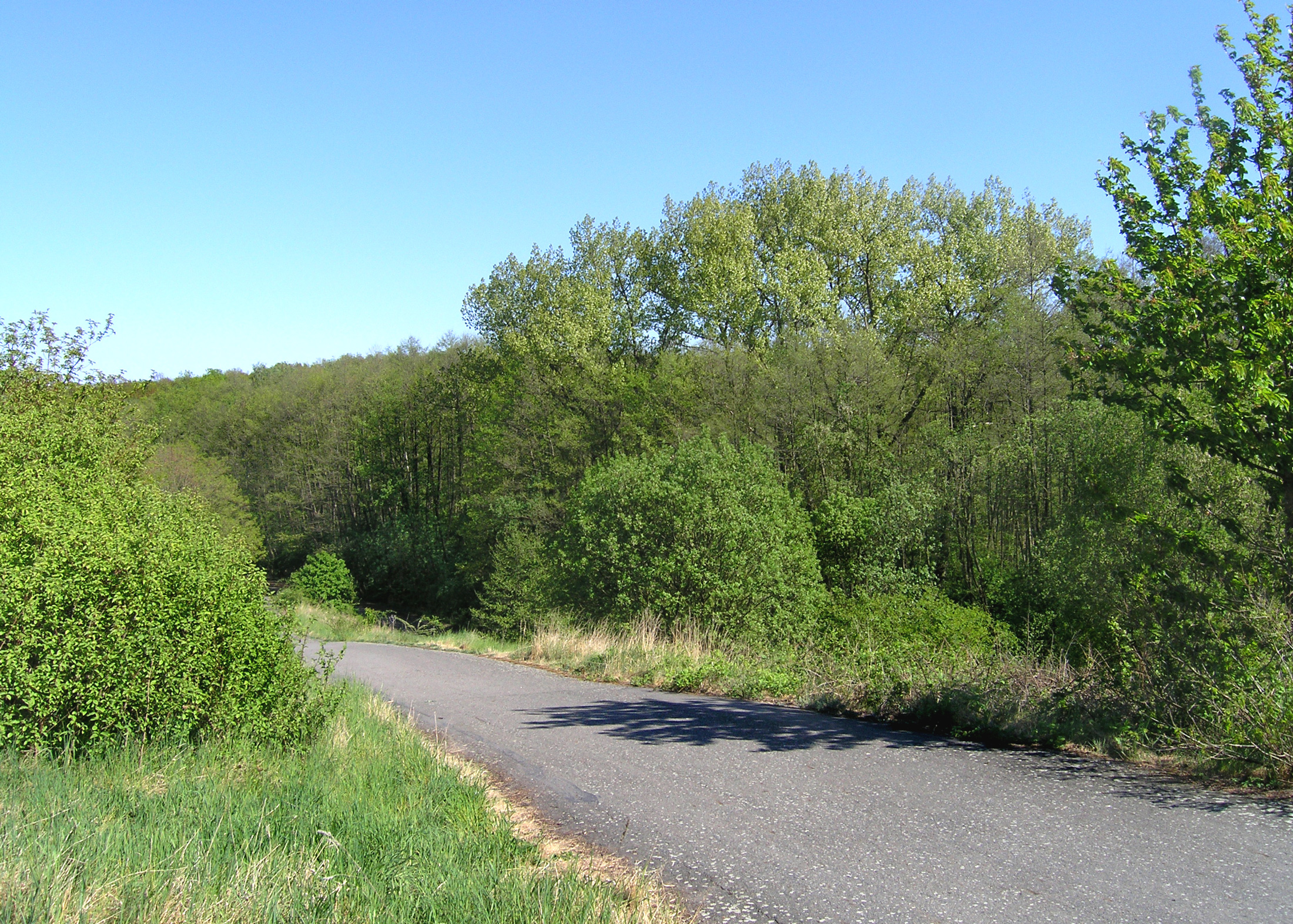
Asfaltová cesta na Milíčovském vrchu

Panoramatický snímek z vrchu

Milíčovský vrch je asi 20 metrů vysoký kopec v Praze, na jižním okraji Jižního Města v katastru Újezdu. Jedná se o rozsáhlou deponii (skládku) výkopového materiálu ze stavby sídliště a druhého úseku trasy metra C na Háje z konce 70. let. Kopec tvoří val, který odděluje oblast sídliště Háje od Milíčovského lesa. Milíčovský vrch není součástí přírodní památky Milíčovský les a rybníky, avšak je součástí přírodního parku Botič – Milíčov.
Vrch byl později osázen hodnotnou zelení a v 90. letech zde byly postaveny cesty pro pěší a cyklisty. Z Milíčovského vrchu je daleký rozhled nejen k Jižnímu Městu, ale také do Středočeské a Benešovské pahorkatiny.
Jižně od Milíčovského vrchu vede Milíčovským lesem  zelená turistická značka z Kateřinek přes Milíčovský les do Křeslic. Podél severního úpatí vrchu vede cyklostezka A216 z Centrálního parku na Jižním Městě k silnici mezi Újezdem a Křeslicemi.
Milíčovský vrch je též označován zkratkou „ÚTÚM“ (resp. „UTÚM“), jež je vysvětlována jako Územní terénní útvar Milíčov nebo umělý terénní útvar Milíčov.

## Bývalý zvířecí hřbitov
Na severovýchodním úpatí vrchu vznikl v neznámé době nelegální zvířecí hřbitov, kam lidé zakopávali své zemřelé psy. Na konci roku 2007 nařídil Úřad městské části Praha 11 odstranění hřbitova, protože byl na jeho pozemku a prostor nesplňoval podmínky pro pohřbívání zvířat dané veterinárním zákonem.